# László Szabó (Bildhauer)

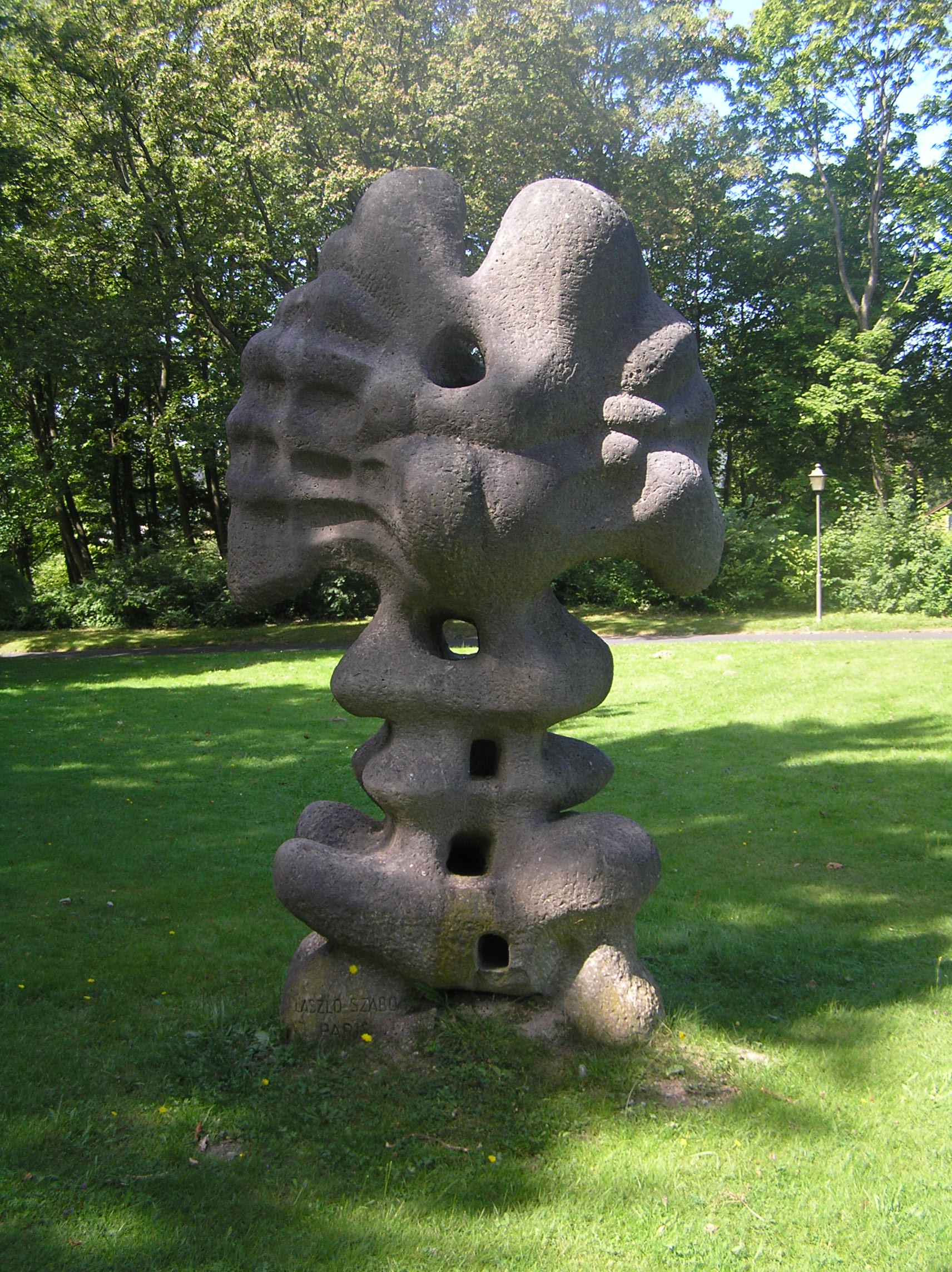
Strahlendes Leben, Königstein im Taunus 1975

László Szabó (* 8. September 1917 in Debrecen; † 17. Dezember 1984 in Ravenel bei Paris) war ein ungarisch-französischer Bildhauer.

## Leben
Szabó studierte zunächst Jura in Debrecen, später besuchte er eine Offiziersschule.
1944 flüchtete er vor den Kommunisten in die Schweiz, wo er sich zunächst in Lausanne aufhielt, bevor er ein Studium an der Kunstschule in Genf bei Max Weber und Henry Koenig aufnahm.
Ein Stipendium führte Szabó 1947 nach Paris, wo er dadurch auffiel, dass er sich eine Wohnhöhle einrichtete.
Wenn auch die herrschende Wohnungsnot den Anstoß gegeben haben mag, so wurde in den abgerundeten Formen und geschwungenen Wänden doch auch ein Neuentwurf für die Architektur gesehen: eine Verschmelzung von Plastik und Architektur.
Szabós plastisch gestaltetes Atelier in der Rue Daguerre, die sogenannte Académie du Feu, entwickelte sich zu einem Treffpunkt und Arbeitsplatz für zahlreiche Künstler. Bis zu 15 Künstler wohnten dort zeitweise, einige darunter Jahre lang. Le Corbusier zeigte sich bei einem Besuch der Wohnhöhlen 1948 beeindruckt und ließ sich beim Bau seiner berühmten Kirche von Ronchamp 1950 davon beeinflussen.
Ab 1949 stellte Szabó regelmäßig im Salon de la Jeune Sculpture aus, ab 1951 auch im Salon des Réalités Nouvelles. Seine erste Einzelausstellung hatte Szabó 1953 in der Galerie Breteau, Paris.
Szabó stellte, ebenfalls in Paris, auch mit Henry Moore, Henri Laurens und Constantin Brâncuși aus (1956) sowie mit Max Ernst, Pablo Picasso und Germaine Richier (1963).
Beim Olympia-Skulpturen-Wettbewerb in München gewann Szabó 1972 den 1. Preis, seine Brunnenskulptur Fliegende Fische war lange Zeit im Olympischen Dorf in München aufgestellt.
1976 entwarf er verschiedene Bauten auf Lanzarote.
Szabó zog es zu den Urvölkern, so lebte er 1953 im hohen Norden mit Eskimos.

## Werk

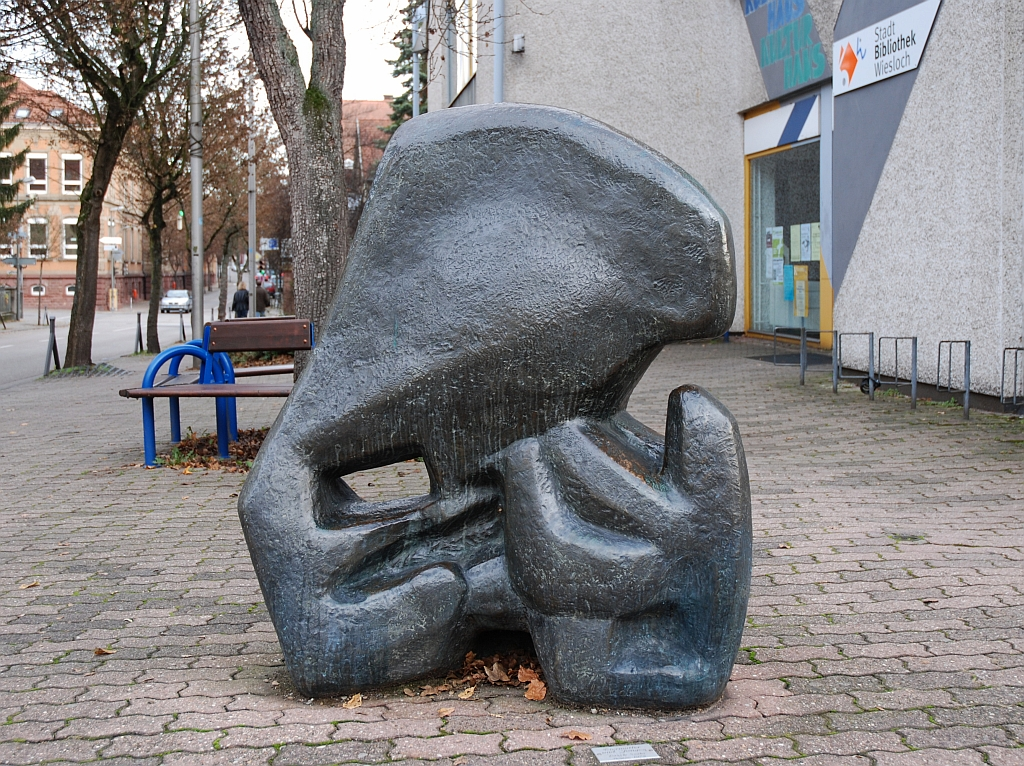
Urtier (1950). Wiesloch

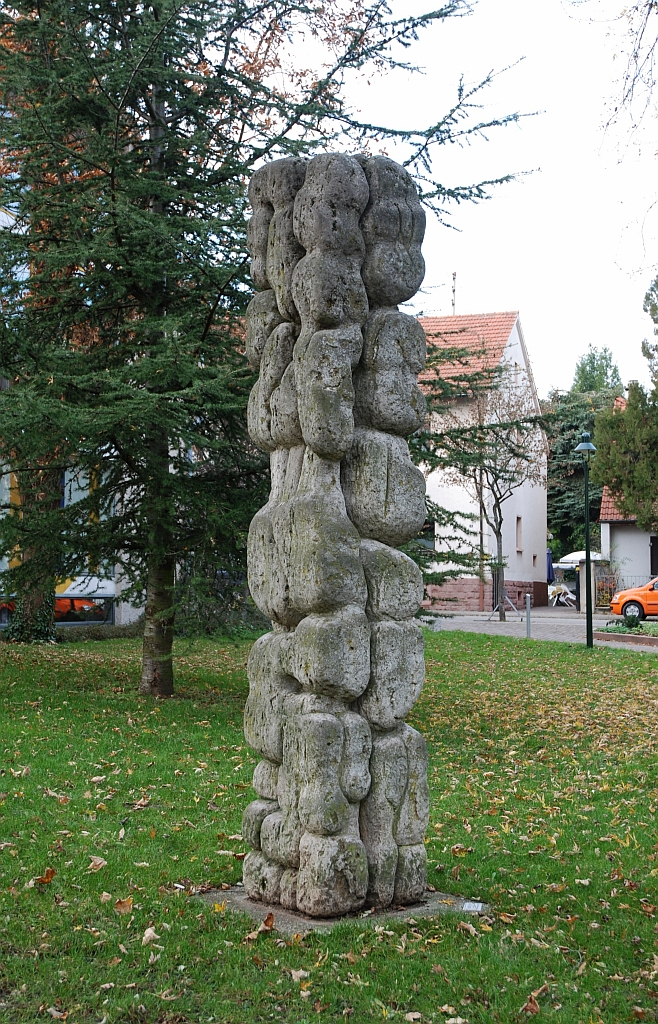
Lebensbaum (1956). Wiesloch

Seine Arbeiten nennt Szabó „Sonnengott“, „Urtier“, „Lebensbaum“ oder „Fruchtbarkeit“. Die organisch-wachsenden, schwellenden Formen können dabei Assoziationen zu prähistorischen Idolen wachrufen. Seine Skulpturen und Plastiken strahlen Vitalität aus. Szabó stellte sich vor, dass Menschen auf diese Weise wieder in Kontakt mit kosmischen Kräften kommen könnten.

„Die Kunst liegt tief unter der Oberfläche. Die Kunst liegt in der Mitte. Unter der Farbe, unter der Form, in der Auffassung des Künstlers von der Welt, in seiner Auffassung von der Zukunft des Menschen“

Szabó modellierte seine Skulpturen immer zuerst in Ton. Anschließend ließ er sie gießen oder in Stein hauen. Für letzteres arbeitete er mit einer Werkstatt in Budapest zusammen, die insbesondere kommunistische Denkmäler für Osteuropa fertigte. Dazu besaß er eine unbegrenzte Einreisegenehmigung für Ungarn.
Der Donaukalkstein, den Szabó gern verwendete, stammt aus Eszergon (Donauknie, westliches Ungarn).
Viele seiner Skulpturen sind so gearbeitet, dass sie aus unterschiedlichen Richtungen interessante Ansichten bieten.
Werke im öffentlichen Raum (Auswahl)
- 1956 Lebensbaum, Muschelkalk. Wiesloch[2]
- 1966 Tiermutter mit Jungen, Bronze. Wiesloch[3]
- 1967 Feuervogel, Bronze. Wiesloch[4]
- 1969 Fliegende Fische. Im September 2001 eingeweihten Millennium-Skulpturenpark neben dem Kulturhaus, Hajdúszoboszló/Ungarn
- 1972 Lebensbaum. Mainz
- 1968–73 Sonnengott. München
- 1968–73 Sonnengott II. Luisenpark, Mannheim[5]
- 1968–73 La Vie. Gütersloh
- 1975 Strahlendes Leben. Villa Rothschild, Königstein

Ausstellungen (Auswahl)
- 1959 Internationale Biennale der Skulptur, Carrara/Italien; Biennale von Florenz/Italien
- 1959–60 Salon de Mai (Museé d´Art Moderne), Paris
- 1960 Museé de Toulon
- 1962 Exposition des Petits Bronzes (Museé d’Art Moderne), Paris
- 1964 und 1965 Salon de Mai (Museé d’Art Moderne de la Ville de Paris)
- 1968 Court Gallery, Kopenhagen; Neues Kunstzentrum, Hamburg; Museo National, Budapest
- 1968–75 Museé d’Art Moderne, Paris
- 1973 Kunsthalle Mannheim, Museum Mainz
- 1975 Museum Heidelberg, Institut Francais
- 1976 Kulturhaus Wiesloch (organisiert durch die Volkshochschule Wiesloch)
- 1976 I Certamen Internacional Artes Plásticas (mit Picasso, Miró, Tapies, Bacon, Vasarely, Chillida, Moore und Giacomett), Lanzarote
- 1978 Städtische Galerie Würzburg